# Лови момент
«Лови момент» — российский комедийный фильм режиссёра Антонины Руже. Главную роль исполнила Юлия Топольницкая.
Премьера фильма в России состоялась 7 марта 2019 года, а в Эстонии — 22 марта. В августе фильм был номинирован на премию «Резонанс 2019» в категории «Лучший дебют», а в ноябре был показан в программе фестиваля «Улыбнись, Россия!».
Фильм вошёл в топ-10 по продолжительности проката в России за 2019 год, заняв восьмое место (185 дней).

## Сюжет
Провинциальная девушка Рита, решив вырваться из рутины ведения местных свадеб и утренников, уезжает в Москву, где пытается поступить в театральное училище. Её ждёт множество сложных испытаний, которые порой превращаются в очень комичные истории.

## В ролях
- Юлия Топольницкая — Рита
- Валерия Дергилёва — Полина
- Алексей Весёлкин — Волк
- Юрий Быков — режиссёр
- Юлия Сулес — тётя Риты
- Наталья Унгард — Антонина Павловна, мама Риты
- Михаил Тарабукин — Коля
- Валерия Федорович — Света
- Алексей Кортнев — председатель комиссии
- Михаил Козырев — режиссёр Чайки
- Ольга Кузьмина — камео
- Ингрид Олеринская — актриса
- Андрей Капустин — владелец агентства
- Сергей Терещенко — Виктор Петрович
- Янина Хачатурова — агент
- Елена Ласкавая — завтруппы
- Наталья Щукина — Марья Петровна
- Екатерина Кабак — второй режиссёр
- Анна Телицына — Тамара Васильевна

## Отзывы
Фильм получил преимущественно низкие оценки кинокритиков. Обозреватель Егор Беликов писал: «„Лови момент“, будучи одновременно совершенно не смешным и навряд ли драматичным фильмом, представляет собой сбивчивый пересказ советского „Карнавала“ с поправкой на постсоветскую ментальность путинской эпохи».